# Nièvre
Nièvre este un departament francez situat în sud-vestul regiunii Bourgogne-Franche-Comté, în centrul țării, și și-a primit numele de la râul care îl străbate.

## Geografie
Nièvre face parte din regiunea Bourgogne-Franche-Comté și corespunde aproximativ fostei provincii Nivernais. Se învecinează cu departamentele Yonne, Côte-d'Or, Saône-et-Loire, Allier, Cher și Loiret.
Nièvre este alcătuit din regiuni naturale diverse. De la vest la est, se pot distinge următoarele:
- Extremitatea amonte a Văii Loarei. Râul Loara, la care i se alătură Allier la Bec d'Allier, ușor în aval de Nevers, pe teritoriile comunelor Marzy și Gimouille, formează cea mai mare parte a graniței vestice a departamentului cu Cher.
- Puisaye, situată în extremitatea nord-vestică a departamentului, la granița cu Loiret și Yonne.
- Colinele calcaroase ale Nivernais, care acoperă partea centrală a departamentului.
- Bazois, situat la est de colinele Nivernais, corespunzând contraforturilor Morvan.
- Partea estică a departamentului corespunde părții occidentale a masivului Morvan, o regiune granitică, exploatată în trecut în principal pentru lemn, dar astăzi orientată mai mult spre turism. Aici se află și cel mai înalt punct din Nièvre, Grand Montarnu, cu 857 de metri, situat în comuna Arleuf.

Departamentul este traversat de numeroase cursuri de apă, printre care se numără Loara, Allier, Yonne, Aron și Cure, precum și de mai multe canale.
Cu 6 817 km², Nièvre se situează pe locul 22 între cele mai mari departamente franceze și pe locul 21 dintre departamentele Franței metropolitane.
Centrul geografic al zonei euro s-a aflat în departamentul Nièvre între 1 ianuarie 2001 și 31 decembrie 2008:
- 1 ianuarie 2001: după aderarea Greciei, centrul era situat în comuna Montreuillon.
- 1 ianuarie 2007: după aderarea Sloveniei, centrul s-a deplasat cu câțiva kilometri, ajungând în comuna Mhère.
- 1 ianuarie 2008: după aderarea Maltei și Ciprului, centrul era situat în comuna Ouroux-en-Morvan.
- 1 ianuarie 2009: după aderarea Slovaciei, centrul s-a mutat în comuna Liernais, în departamentul vecin Côte-d'Or.

### Climă
Clima din Nièvre se află la intersecția influențelor oceanice, continentale și sudice.
- În partea de vest, clima este de tip oceanic.
- Axa centrală are un climat mai complex. Morvan are un climat de munte, caracterizat prin precipitații abundente, ierni reci și veri răcoroase.
- În regiunile de podiș și munți (500-600 m altitudine), clima este mai rece și mai puțin umedă decât în Morvan.
- La altitudini mai joase, influențele climatice variază în funcție de localizare.
- Mai la nord, predomină clima semi-continentală.

### Transporturi

#### Transportul rutier

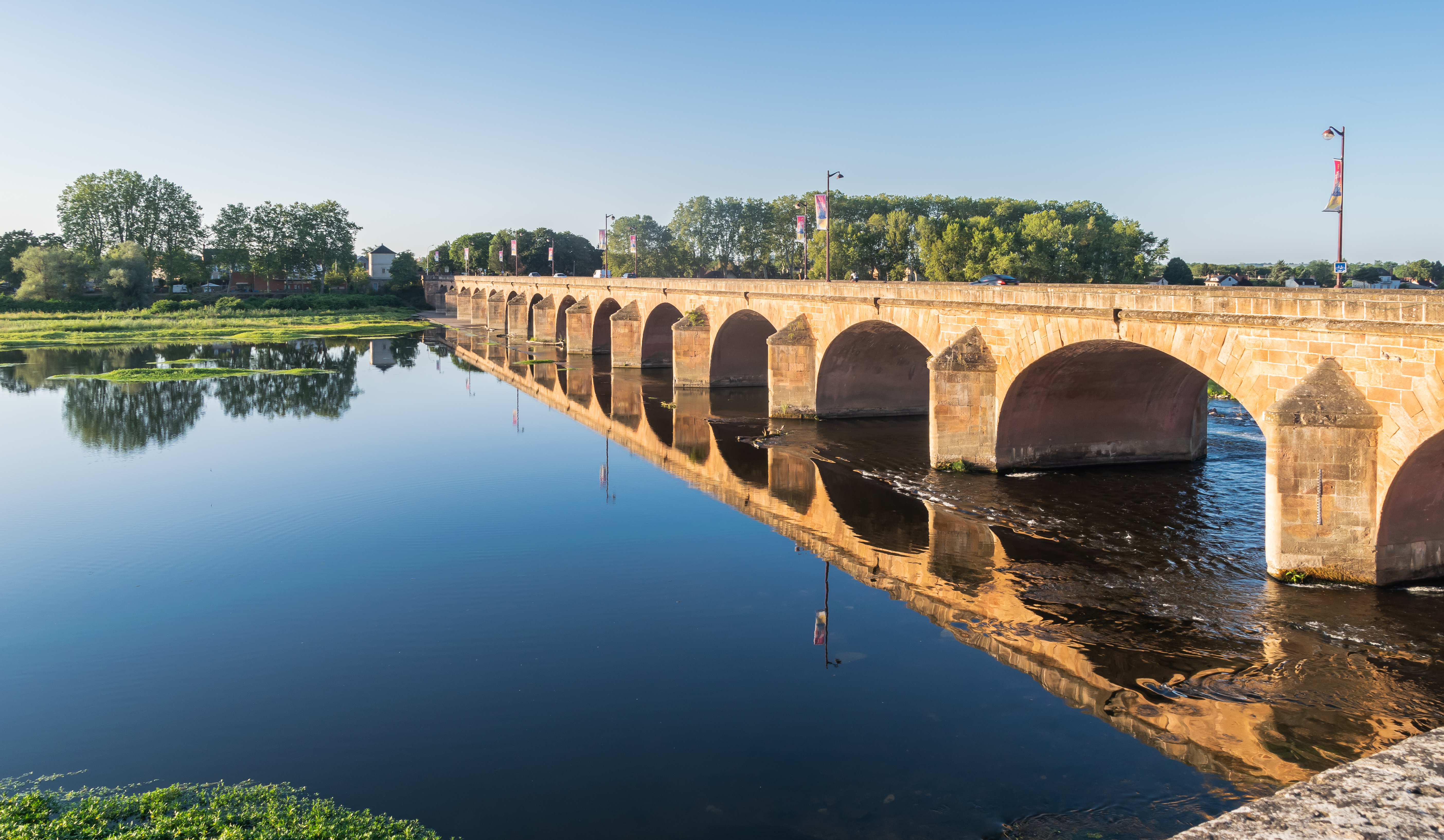
Podul Loarei, singurul pod rutier care traversează Loara în centrul orașului Nevers.

Deși Nièvre se află la intersecția mai multor drumuri naționale, slaba sa densitate demografică a determinat autoritățile să nu o doteze cu autostrăzi până de curând. Între cele două axe care leagă Parisul de Lyon, drumul național 6, care trece prin valea Saône, și drumul național 7, care urmează cursul Loarei în Nièvre, primul a fost cel care a fost dublat de o autostradă în anii 1960. Când, în anii 1980, s-a construit o autostradă între Paris și Clermont-Ferrand, aceasta a trecut prin Bourges, deși traseul prin Nevers ar fi fost mai scurt. Abia în anii 2000 autostrada A77, care leagă Nevers de capitală, a fost deschisă progresiv, în principal prin aducerea la standarde de autostradă a drumului național 7.

#### Transport feroviar

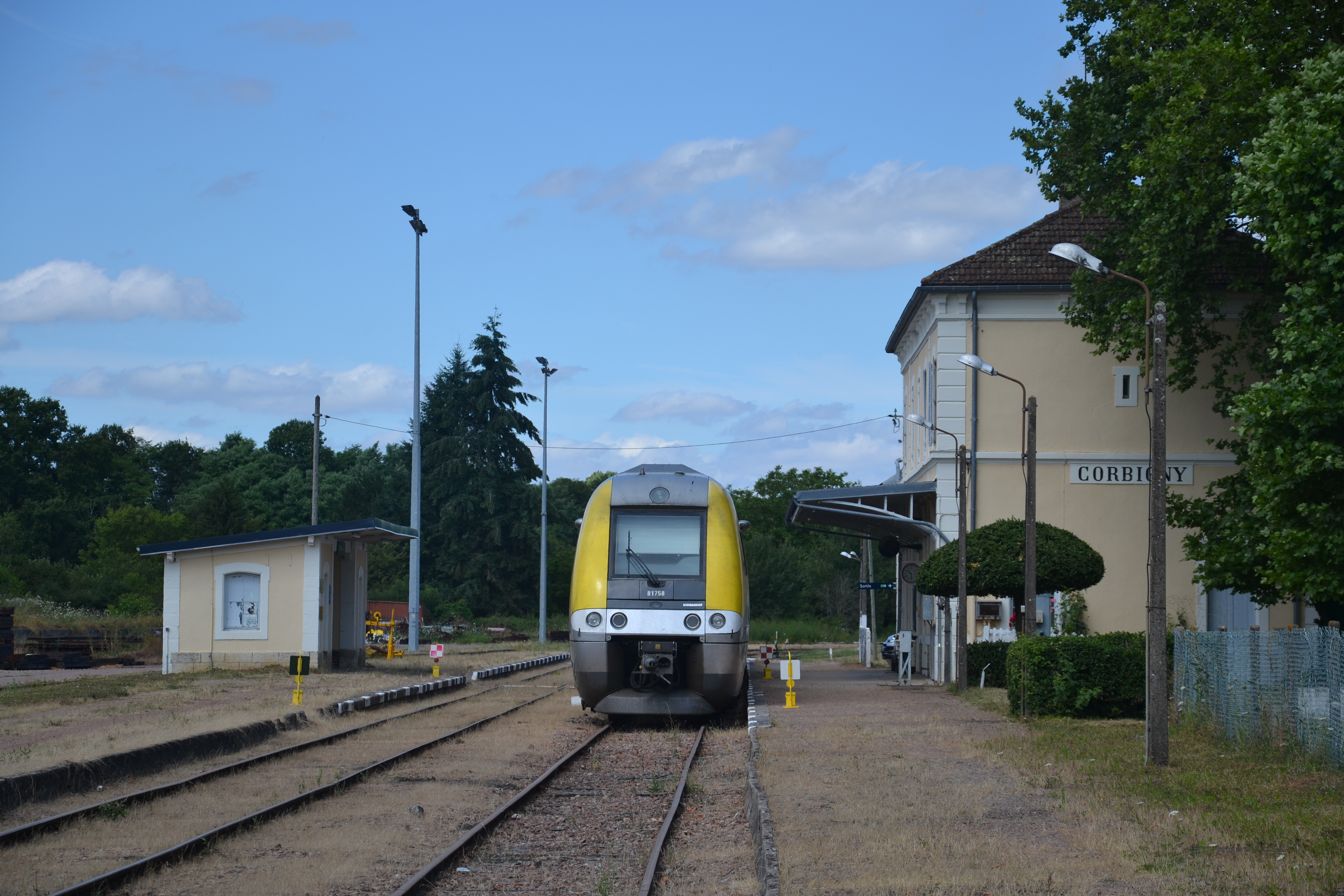
Mica gară din Corbigny, capăt de linie pentru trenurile de călători venind de la Paris.

Principala gară de călători este gara din Nevers.
Nevers se află la intersecția a două axe importante ale rețelei feroviare franceze: linia Moret - Veneux-les-Sablons - Lyon-Perrache, utilizată în special de trenurile Intercités care leagă Paris-Bercy de Clermont-Ferrand, și axa formată de linia Vierzon - Saincaize la vest și linia Nevers - Chagny la est, care unește valea inferioară a Loarei de Burgundia și de valea Rhône. Aceste linii sunt toate cu dublă cale, iar toate, cu excepția ultimei, sunt electrificate. Datorită poziției sale centrale în rețeaua feroviară franceză, Nevers găzduiește unul dintre cele mai importante centre tehnice ale SNCF.
În nord-estul departamentului, Clamecy și Corbigny sunt deservite de o mică linie cu o singură cale, venind din Auxerre și Paris, cu un trafic foarte redus — Corbigny este deservită în timpul săptămânii doar de o singură cursă dus-întors pe zi.

#### Transport fluvial

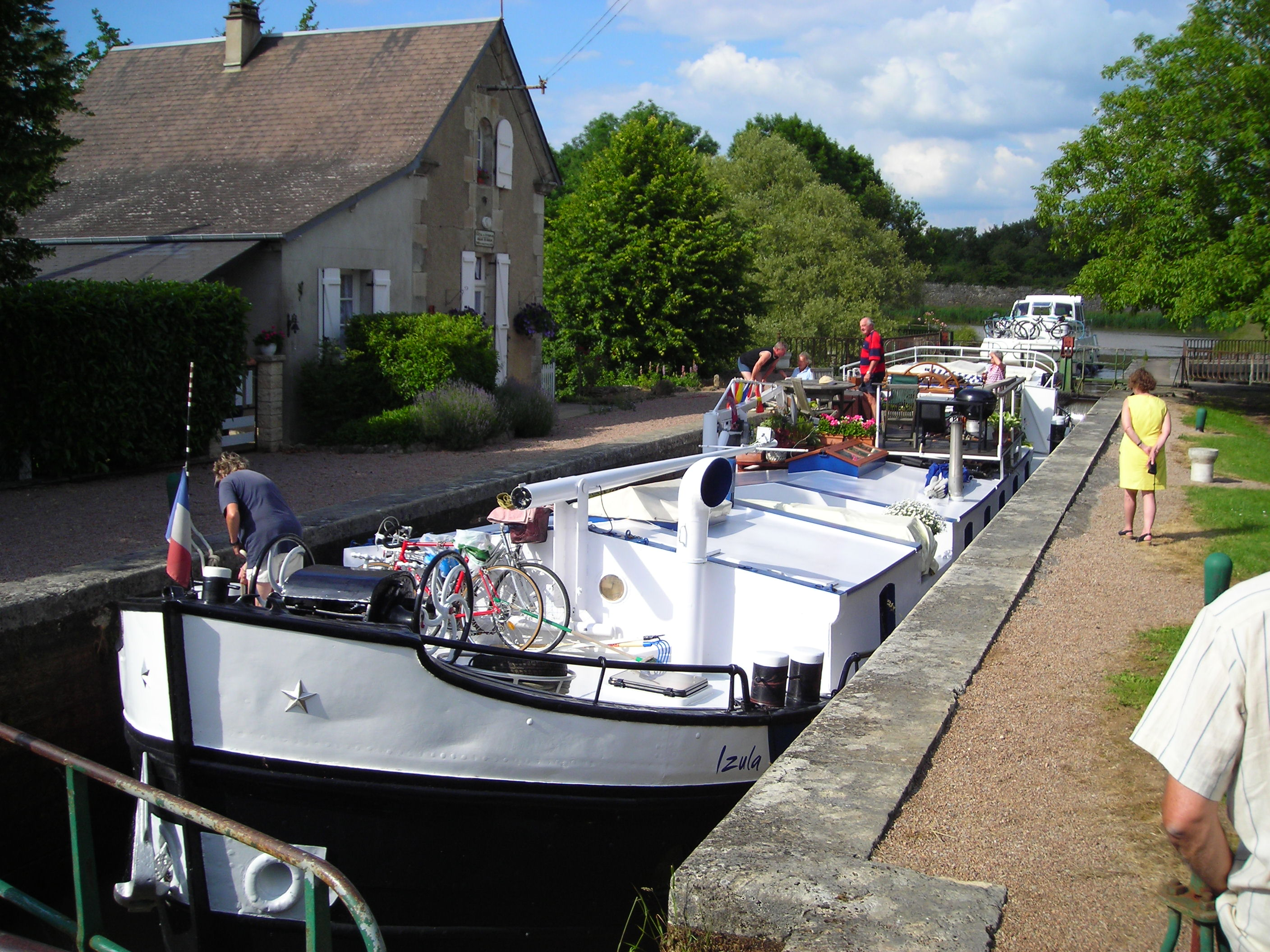
Ecluza Mingot, situată în amonte de Châtillon-en-Bazois pe canalul Nivernais.

Nièvre este traversată de canalul lateral al Loarei și de canalul Nivernais. Având un gabarit Freycinet (clasa I) și chiar sub acest gabarit pe tronsonul canalului Nivernais situat între La Collancelle și Cercy-la-Tour (clasa 0), aceste canale sunt utilizate în prezent în principal pentru navigația de agrement.

#### Transport aerian
Micul aeroport Nevers-Fourchambault (denumit și aeroportul Grand Nevers și al Nièvre) nu mai găzduiește nicio linie regulată, dar înregistrează un trafic semnificativ legat de aviația de afaceri, turism și agrement.
Alte două aerodromuri sunt dedicate aviației ușoare de turism și agrement: Clamecy și Cosne-sur-Loire.

## Istorie

### Preistorie
Există puține informații despre această perioadă în Nièvre. Cu toate acestea, se găsesc urme arheologice de ocupare la Breugnon, lângă Clamecy, precum și vârfuri de săgeți magdaleeniene la Sauvigny-les-Bois.

### Antichitate
În perioada galică, trei triburi împart teritoriul actual al departamentului Nièvre: Biturigi, Senoni și Edueni, a căror capitală, Bibracte, se află în Saône-et-Loire, la granița departamentului Nièvre. Numeroase urme de ocupație gallo-romană sunt observate în departament: un vicus la Champallement, teatrul Bardiaux de la Arleuf, etc. În anul 52 î.Hr., Nervinum, oraș Eduen și actualul oraș Nevers, sunt la originea revoltei Galice împotriva lui Cezar. Aproape de secolul al II-lea, Nièvre a fost creștinizată.
Burgunzii își stabilesc regatul în regiunea vecină a râului Rhône în secolul al IV-lea, dar Nivernais nu va deveni burgund decât foarte târziu.

### Evul Mediu
În secolul al VI-lea, se creează episcopia Nevers, iar în secolul al IX-lea, comitatul Nevers.

### Epoca modernă
În 1505, comitatul aparținea familiei de Clèves, care îl ridică la rangul de ducat în 1538, înainte de a-l vinde familiei Gonzaga în 1565.
Între 1560 și 1592, ducatul Nivernais a fost teatrul Războaielor religioase. Religia reformată, predicată de discipolii lui Calvin, a câștigat numeroși adepți în Nivernais. Catolicii, susținuți de puterea regală, au luptat pentru a împiedica răspândirea noii credințe. Fiecare tabără și-a organizat propria forță armată, iar luptele au fost deosebit de violente.
De exemplu, orașul La Charité, unde noua religie era larg răspândită, a fost capturat și recucerit de opt ori între 1562 și 1578. De fiecare dată, asediul a fost însoțit de crime și jafuri care au ruinat orașul. Alte orașe, precum Nevers, Clamecy, Entrains și Corbigny, au fost de asemenea ocupate de forțele reformate pentru perioade îndelungate.
Ambele tabere au comis distrugeri și incendieri în tot ducatul, afectând în special numeroase biserici și abații. În cele din urmă, ducele de Nevers, Louis de Gonzague, s-a aliat cu regele Henric al IV-lea, care, prin Edictul de la Nantes (1598), a instaurat în regat o pace durabilă, bazată pe o anumită libertate de cult.
În 1659, Charles de Gonzague a vândut teritoriul Nièvre cardinalului Mazarin, care l-a cedat nepotului său. Familia Mancini a păstrat Nivernais până la Revoluția Franceză.

### Revoluție și Imperiu

Harta Nièvre (1790).

Între 1791 și 1793, cele nouă districte ale departamentului Nièvre (Nevers, Saint-Pierre-le-Moutier, Decize, Moulins, Château-Chinon, Corbigny, Clamecy, Cosne și La Charité) au furnizat trei batalioane de voluntari naționali.
La 19 iunie 1812, papa Pius al VII-lea a traversat departamentul Nièvre în timpul transferului său secret de la Savona la Fontainebleau.

### Secolul al XIX-lea
În timpul loviturii de stat de la 2 decembrie 1851, organizată de Louis-Napoléon Bonaparte împotriva la A Doua Republică, în departamentul Nièvre a existat o anumită rezistență, condusă de societăți secrete republicane, în special la Clamecy. Aceasta a fost urmată de o represiune severă, soldată cu peste o mie de arestări.

### Secolul al XX-lea
La 19 iunie 1940, trupele germane descoperă la La Charité-sur-Loire un tren abandonat care transporta arhivele secrete ale Marelui Cartier General francez. Printre documentele găsite se afla, printre altele, convenția militară secretă dintre Franța și Elveția.

## Demografie
În 2022, departamentul avea o populație de 202 299 de locuitori, înregistrând o scădere de -3,28 % față de 2016 (Franța fără Mayotte: +2,11 %).
| An        | 1801    | 1826    | 1846    | 1866    | 1886    | 1906    | 1931    | 1962    | 1990    | 2006    | 2014    | 2022    |
| --------- | ------- | ------- | ------- | ------- | ------- | ------- | ------- | ------- | ------- | ------- | ------- | ------- |
| Populație | 232 590 | 271 292 | 322 262 | 342 773 | 347 645 | 313 972 | 255 195 | 245 921 | 233 278 | 222 220 | 221 048 | 202 299 |